# Simon Fuller
Simon Fuller (Hastings, 17. svibnja 1960.) je talent menadžer, televizijski producent i tvorac Idol serijala, nastalog iz britanskog Pop Idola. Do danas postoji preko 100 verzija Idola, uključujući i Američki Idol, Deutschland sucht den Superstar, Hrvatski idol, Hrvatska traži zvijezdu, Superstar, Nouvelle Star i World Idol. Simon Fuller je jedan od tvoraca FOX-ova reality showa So You Think You Can Dance, te ostalih američkih i europskih TV emisija. Izvršni je producent showa Little Britain USA, TV kuće HBO i BBC. Uz to, Fuller je menadžer mnogih glazbenika i poznatih osoba, poput Victorije i Davida Beckhama, Claudije Schiffer, Annie Lennox, Andyja Murrayja, Spice Girlsa, Cathy Dennis, Carrie Underwood, Willa Younga, Davida Cooka i ostalih.

## Vanjske poveznice
- The Times - Simon Fuller  Arhivirana inačica izvorne stranice od 8. svibnja 2009. (Wayback Machine)
- Sunday Times - Simon Fuller  Arhivirana inačica izvorne stranice od 7. rujna 2008. (Wayback Machine)
- Simon Fuller na Variety.com
- Simon Fuller na Zoo Magazine  Arhivirana inačica izvorne stranice od 12. lipnja 2009. (Wayback Machine)
- Billboard - Simon Fuller
- Simon Fuller na GMTV  Arhivirana inačica izvorne stranice od 20. prosinca 2008. (Wayback Machine)
- "Simon Fuller i David Beckham" - Time Magazine  Arhivirana inačica izvorne stranice od 12. travnja 2009. (Wayback Machine)
- "Forbesova Lista"[neaktivna poveznica]
- Simon Fuller na Daily Telegraphu  Arhivirana inačica izvorne stranice od 13. listopada 2007. (Wayback Machine)
- Blender.com: "Idolov tvorac", ožujak 2004.
- BBC News: Simon Fuller